# Målgrupp
En målgrupp är en definierad grupp av människor som är intressanta som mottagare av marknadsföring. En målgrupp kan vara barn - exempelvis då leksaker marknadsförs i TV - och en annan kan vara personer med rösträtt - då partier eller politiker marknadsför sig själva, för att få röster i ett val. 
De grupper som en organisation vill föra en kommunikation med går under benämningen målgrupper. En definition är ”den grupp man vill kommunicera med från en organisations sida”. Ofta med ett tydligt, bakomliggande mål. För ett företag gäller det att etablera goda relationer till de olika betydelsefulla grupperna och att för dessa exempelvis visa vad organisationen står för. Genom den kommunikation som organisationen för med en viss grupp vill man också uppnå ett visst syfte, exempelvis skapa positiva uppfattningar om företaget hos just denna grupp.
För att förtydliga vilken målgruppen är görs en "målgruppsdefinition", vilket är ett sätt att ringa in en viss grupp människor utifrån en obestämd massa, till exempel genom att ange ett specifikt åldersspann, inkomst, geografisk placering, hushållsstorlek, intressen eller livsstil för dessa personer. Exempel: "kvinnor 18-25 år", "villahushåll i Kronobergs län", eller "personer som använder Internet i genomsnitt 1-3 timmar/dag".

## Målgruppsanalys
Marknadsföring och kommunikation syftar till att uppmuntra ett visst agerande, t.ex. att rösta på ett parti eller att köpa en produkt. För att ta reda på mer information om den valda målgruppen görs en målgruppsanalys. Analysen kan göras med hjälp av olika verktyg t.ex. intervjuer, fokusgrupper, enkäter eller webbformulär. Information om målgruppens intressen, bostadsförhållanden, ålder, utbildning hjälper företaget att rikta sin reklam i rätt media, men också att utveckla produkter och tjänster så att de attraherar målgruppen.  
I en målgruppsanalys av det ovan nämnda slaget har avsändarna på förhand valt vilken målgrupp de ska kommunicera till. Därefter har de påbörjat arbetet för att fördjupa sig i den valda målgruppen, och formulera ett anpassat budskap eller en skräddarsyd produkt. Men marknadsföringen kan också ske från motsatt håll. Ett företag med en färdig produkt kan t.ex. scanna av marknaden för att slå fast i vilka målgrupper den skulle gå hem bäst. Då används ofta begreppet marknadssegmentering, men de faktorer som analyseras är snarlika. 
Nedan listas ett urval av faktorer som kan vara relevanta vid en målgruppsanalys. Notera att det sällan finns vattentäta skott mellan olika analysgrunder. 

### Demografiska egenskaper
Kön, ålder, familjetyp, inkomst, yrke, etnicitet och bostadsort är alla exempel på demografiska egenskaper hos en målgrupp. En analys av sådana livsvillkor ökar möjligheterna att välja effektiva kanaler för kommunikation, men också att anpassa innehållet, eftersom människor med olika bakgrund kan uppfatta ett meddelande på olika vis.  Människor uppskattar sådana som är lika dem själva, och representanter i kommunikationen bör därför ha samma demografiska egenskaper som målgruppen. 

### Livsstil
Begreppet livsstil används ibland för att beskriva värderingar och personlighetsdrag, men refererar oftast till vad en individ använder sin fritid till. Livsstilen yttrar sig ofta i preferenser inom olika områden, och påverkar således konsumtionsmönster. Det är svårt att förändra en hel livsstil genom kommunikation, och en kampanj bör istället fokusera på en specifik aspekt. En särskild livsstil är inte förknippad med en viss kommunikationskanal, eftersom individer som lever på ett visst sätt kan finnas inom olika mottagargrupper. En livsstilsanalys kan däremot vara användbar för att anpassa ett budskap efter en viss typ av personer. Representanter i kommunikationen bör signalera samma livsstil som målgruppen.   

### Psykografiska egenskaper
Personlighetsdrag, självbild och uppfattning om olika värden kan kallas för psykografiska egenskaper. Exempel på värden är frihet, rättvisa, hänsyn, ansvar, hedonism, lugn och ro, renhet, fred, vänskap och hederlighet. Personlighetsdrag kan vara sensationssökande, förändringsbenägenhet och försiktighet. Personlighetsdragen kan skilja sig från värdena; man kan vara ängslig som person, men ändå hylla värdena mod och djärvhet. Självbilden är individens uppfattning av sig själv, exempelvis moderat, journalist, medmänsklig etc. En målgrupps psykografiska faktorer bör styra budskapet i kommunikationen.

### Normer
Normer är en slags outtalade regler om hur individer ska bete sig i en viss grupp, på jobbet, i ett samhälle eller i någon annan sammanslutning som utgör ett socialt sammanhang. Det kan vara mycket svårt att förändra gruppmedlemmars beteende om förändringen går emot gruppens normer. Det här måste den som formulerar en kommunikationsinsats mot en specifik målgrupp förhålla sig till. Störst inflytande på individens normer har familjen, kamratgruppen och arbetsgruppen.

### Medievanor och livssituation
En målgrupps medievanor och deras livssituation är nära sammankopplade med deras demografi, livsstil och psykografiska egenskaper. Medievanor handlar om vilka medier individen har tillgång till och föredrar att använda. Livssituation refererar till var individen brukar befinna sig och röra sig i vardagen, vilka transportmedel som används och på vilka rutter. Livssituation handlar om var i livet personen befinner sig, om den exempelvis är nybliven förälder. Det ger en fingervisning om i vilka sammanhang det är troligt att individen interagerar. Sammantaget ger medievanor och livssituation en fingervisning om var någonstans en målgrupp är mest nåbar..

### Mentalt avstånd
Den som utformar kommunikation har som målsättning att mottagarna ska uppvisa ett specifikt beteende (se målgruppsanalys). Målgruppens normer, livsstil, psykografiska och demografiska egenskaper påverkar hur nära beteendemålet ligger utgångsläget.
Det första steget är att göra målgruppen medveten om att en viss fråga existerar och väcka dess intresse. Därefter bedömer avsändaren vilken kunskapsnivå gruppen befinner sig på och tillför lämplig ny kunskap. Människors tidigare kunskaper påverkar hur mycket information de vill ha, men också vilken typ av information. Människor tar emot information som passar deras attityder, men stöter bort sådant som inte passar.
Men även om en målgrupp har "rätt" kunskap kan den ha "fel" attityd. I princip alla vet t.ex. att det är bra för miljön att sopsortera, men många har ändå attityden att det är onödigt och jobbigt. Men inte ens om en målgrupp har rätt attityd är det säkert att intentionerna finns, kanske för att gruppen saknar självtillit inom det område som saken gäller: "Jag vet att jag borde, men jag vågar nog inte...". Attityder är ofta djupt rotade. Normalt kan de bara ändras om sändaren, budskapet och mediet upplevs som trovärdiga och sakkunniga; för någon som är ny på marknaden är en kommunikationsstrategi som vill förändra attityderna hos mottagaren en våghalsig idé.